# احساسی (آلبوم چندآهنگه)
احساسی (انگلیسی: Sensuous) پنجمین آلبوم چندآهنگه از گروه پسرانۀ اهل کره جنوبی اس‌اف۹ است که در ۳۱ ژوئیه ۲۰۱۸ توسط اف‌ان‌سی انترتیمنت منتشر شد. این آلبوم از پنج قطعه، از جمله «Now or Never» تشکیل شده است.

## موفقیت تجاری
آلبوم در جدول گائون کره در رتبه سوم قرار گرفت. همچنین در جدول بیلبورد در رتبه ده قرار گرفت.